# Вибудоване-Міхалово
Вибудоване-Міхалово (пол. Wybudowanie Michałowo) — село в Польщі, у гміні Бродниця Бродницького повіту Куявсько-Поморського воєводства.
Населення — 374 особи (2011).
У 1975-1998 роках село належало до Торунського воєводства.

## Демографія
Демографічна структура станом на 31 березня 2011 року:
|          | Загалом | Допрацездатний вік | Працездатний вік | Постпрацездатний вік |
| -------- | ------- | ------------------ | ---------------- | -------------------- |
| Чоловіки | 189     | 39                 | 139              | 11                   |
| Жінки    | 185     | 42                 | 120              | 23                   |
| Разом    | 374     | 81                 | 259              | 34                   |